# تاريخ الأعمال التجارية
تاريخ الأعمال التجارية هو أحد مجالات العلم التاريخي الذي يتناول الشركات، ونظريات الأعمال التجارية، والقوانين الحكومية، وتأثير الأعمال التجارية على المجتمع. كما أنه يتضمن أرشيف الشركات، والإدارات التنفيذية، وريادة الأعمال. يرتبط تاريخ الأعمال التجارية بتاريخ الاقتصاد، ويختلف عن «تاريخ الشركة» الذي يشير إلى التاريخ الرسمي، وعادة ما تموله الشركة نفسها.

## فرنسا
ناقش المؤرخون الأمريكيون العاملون في تاريخ الأعمال التجارية الفرنسية وعلى رأسهم روندو ماميرون فكرة مفادها أن معظم شركات الأعمال التجارية في فرنسا كانت مملوكة من قبل عائلات، على نطاق صغير، وتُدار بطريقة محافظة. على النقيض من ذلك، أكد مؤرخو الأعمال التجارية الفرنسيون على نجاح التخطيط الاقتصادي الوطني منذ نهاية الحرب العالمية الثانية. كما ناقشوا فكرة مفادها أن التطور الاقتصادي في هذه الفترة نابع من ظواهر عدة وقعت في أواخر القرن التاسع عشر، ومنها: نظام الشركات، وودائع الشركات المساهمة والاستثمارات المصرفية، والابتكارات التكنولوجية في صناعة الصلب. لتوضيح إسهامات رواد أعمال القرن التاسع عشر في التطوير الاقتصادي في فرنسا، يدعم الباحثون الفرنسيون دوريتين هما: أونتربريزيه إي هيستوار (بالفرنسية: Enterprises et Histoire) وديستوار دو لا سيدورورجي (بالفرنسية: D’histoire de la Siderurgie).

## أمريكا اللاتينية
يدرس باربيرو (2008) تطور مجال تاريخ الأعمال التجارية في أمريكا اللاتينية، منذ ستينيات القرن العشرين وحتى عام 2007. تطور تاريخ الأعمال التجارية في أمريكا اللاتينية في ستينيات القرن العشرين، ولكن سيطرت عليه جدالات يطغى عليها الطابع السياسي حول التخلف في أمريكا اللاتينية أو سير ذاتية لرواد أعمال من أمريكا اللاتينية حتى ثمانينيات القرن العشرين. منذ ثمانينيات القرن العشرين، أصبح تاريخ الأعمال التجارية في أمريكا اللاتينية أكثر احترافية وتكاملًا في الأوساط الأكاديمية في أمريكا اللاتينية. أصبح هذا المجال أقل تسييسًا، وتجاوز السير الذاتية لرواد الأعمال ليتناول تاريخ الشركات والصناعات. على أي حال، ما يزال مؤرخو الأعمال التجارية في أمريكا اللاتينية لا يكرسون جهدًا كافيًا للشركات الزراعية أو التاريخ الذي يقارن بين بلدان عديدة. والأهم من ذلك كله، أن على مؤرخي الأعمال التجارية من أمريكا اللاتينية أن يطلعوا بشكل أكبر على نظرية تاريخ الأعمال التجارية ومنهجيتها ليخرجوا من دائرة تجميع التاريخ الاقتصادي للمنطقة فقط.
في ثمانينيات القرن العشرين، تبنت العديد من حكومات أمريكا اللاتينية سياسات نيوليبرالية. على سبيل المثال، في المكسيك، أصبحت النيوليبرالية في عهدة الرئيسين كارلوس ساليناس دي غورتاري (1988- 1994) وإرنستو زيديلو أساس العلاقات بين الدول والقطاع الخاص. أتاحت السياسة الجديدة التعاون الوثيق مع الولايات المتحدة وكندا كما يتضح من اتفاقية التجارة الحرة لأمريكا الشمالية (نافتا) التي عززت التحالف الاستراتيجي بين الدولة وقطاع الأعمال التجارية. في البرازيل، كانت السياسة الرئيسية هي خصخصة الصناعات، خصوصًا صناعة الصلب، من خلال «البرنامج الوطني للخصخصة» في أوائل تسعينيات القرن العشرين، الذي هدف إلى تطبيق سياسة صناعية جديدة عن طريق إعادة هيكلة الصناعة وإصلاح العلاقات بين اليد العاملة والأعمال التجارية.
السوق المشتركة الجنوبية، أو ما يُدعى بالميركوسور هي عقد خاص بالتجارة في أمريكا الجنوبية بدأ عام 1991 بين الأرجنتين، والبرازيل، وباراغواي، والأوروغواي بتحريض من الأرجنتين والبرازيل. هدف الميركوسور هو الترويج للتجارة الحرة وحركة تدفق البضائع، والأشخاص، والعملة. حُدثت وظائف ميركوسور وعُدلت عدة مرات منذ تأسيسه، وتقتصر في الوقت الحالي على اتحاد جمركي، حيث ثمة تجارة حرة داخل المنطقة وسياسة تجارة مشتركة بين الدول الأعضاء.

## بريطانيا
ظهر تاريخ الأعمال التجارية في بريطانيا في خمسينيات القرن العشرين بعد نشر سلسلة تتناول تاريخ شركة مؤثرة، وتأسيس دورية بيزنس هيستوري (بالإنجليزية: Business History) عام 1958 في جامعة ليفربول. كان كتاب المؤرخ تشارلز ويلسون، تاريخ يونيلفر (بالإنجليزية: History of Uniliver) أكثر الكتابات المتعلقة بالشركات الأولى تأثيرًا، ونُشر المجلد الأول منه عام 1954. من بين الأمثلة الأخرى، عمل كولمان حول شركة كورتولدس والألياف الصناعية، وألفورد أون ويلز وصناعة التبغ، وباركر أون بيلكينغتون وصناعة الزجاج. أُجرى المؤرخون الاقتصاديون المهتمون بدور الشركات الرائدة في في تطوير الصناعة بشكل أوسع هذه الدراسات، فخرجوا من دائرة تاريخ الشركات. على الرغم من دراسة بعض المؤلفات للصناعات الناجحة للثورة الصناعية ودور رواد الأعمال الرئيسيين، أصبح النقاش البحثي في سبعينيات القرن العشرين المتعلق بتاريخ الأعمال التجارية في بريطانيا يركز بشكل كبير على التدهور الاقتصادي. بالنسبة إلى المؤرخين الاقتصاديين، يمكن تفسير خسارة الميزة التنافسية البريطانية بشكل جزئي بفشل ريادة الأعمال، ما دفع إلى إجراء المزيد من الأبحاث التاريخية حول الأعمال التجارية  في الصناعات الفردية وحالات الشركات. أصبحت صناعة المنسوجات القطنية في لانكشاير -التي كانت القطاع الصناعي الرائد في الثورة الصناعية ولكنها كانت بطيئة في استثمار التطورات التكنولوجية اللاحقة- محطَّ جدل كبير حول هذا الموضوع. على سبيل المثال، جادل ويليام لازونيك فكرة أن رواد الأعمال في مجال المنسوجات القطنية في بريطانيا فشلوا في تطوير مصانع مدمجة أكبر على النمط الأمريكي، وهذا استنتاج مشابه لنظرية تشاندلر حول عدد من دراسات الحالة المقارنة.
أكدت دراسات قام بها قادة في مجال الأعمال التجارية البريطانية على كيفية ملاءمتها للبنية الطبقية، وعلاقتها مع الطبقة الأرستقراطية على وجه الخصوص، والرغبة في استخدام ثروتها لشراء العقارات المملوكة والألقاب الموروثة. كان للسيرة الذاتية أهمية أقل في تاريخ الأعمال التجارية البريطاني، على الرغم من وجود بعض المؤلفات في ذلك المجال. بدأ تاريخ الأعمال التجارية البريطاني يوسع مجاله في ثمانينيات القرن العشرين، وأُجريت أبحاث في وحدة تاريخ الأعمال التجارية في كلية لندن للاقتصاد، بقيادة ليزلي هانا في البداية، ومن بعدها تيري غورفيش. تلت ذلك أبحاث أُقيمت في مراكز أخرى، لا سيما في جامعات غلاسكو وريدينغ، ما يعكس مشاركة متزايدة لأكاديميي كليات الأعمال والإدارة في هذا المجال. روج محررون حديثون في مجلة بزنس هيستوري (تاريخ الأعمال) منهم: جيوفري جونز (كلية هارفارد للأعمال)، وتشارلز هارفي (جامعة نيوكاسل، كلية الأعمال)، وجون ويلسون (جامعة ليفربول، كلية الإدارة)، وستيفن تومس (جامعة ليدز، كلية الأعمال) موضوعات حول إستراتيجية الإدارة مثل الشبكات، ورأسمالية الأسرة، وحوكمة الشركات، وإدارة الموارد البشرية، والتسويق والعلاقات التجارية، والمنظمات متعددة الجنسيات في سياقها الدولي بالإضافة إلى المستوى البريطاني فقط. أتاح تطبيق هذه الموضوعات الجديدة لمؤرخي الأعمال تحدي النتائج السابقة لتشاندلر وغيره حول أداء الاقتصاد البريطاني وتبنيها.